# Paidia major
Paidia major är en fjärilsart som beskrevs av Daniel 1963. Paidia major ingår i släktet Paidia och familjen björnspinnare. Inga underarter finns listade i Catalogue of Life.